# Shark Fin (King George Island)
Die Shark Fin (englisch, polnisch Płetwa Rekina ‚Haifischflosse‘) ist ein spitzer, scharfgratiger und 230 m hoher Berg auf King George Island im Archipel der Südlichen Shetlandinseln. Er ragt zwischen dem Stenhouse-Gletscher und dem Ajax-Eisfall am Ufer des Visca Anchorage auf.
Polnische Wissenschaftler benannten ihn 1980 deskriptiv.